# Sorsele
Sorsele este un oraș în Suedia.

## Demografie
| \| Evoluția demografică a zonei urbane Sorsele, 1970–2015 \| Evoluția demografică a zonei urbane Sorsele, 1970–2015 \| Evoluția demografică a zonei urbane Sorsele, 1970–2015 \| Evoluția demografică a zonei urbane Sorsele, 1970–2015 \| Evoluția demografică a zonei urbane Sorsele, 1970–2015 \| \| --------------------------------------------------------------------------------------- \| ------------------------------------------------------ \| ------------------------------------------------------ \| ------------------------------------------------------ \| ------------------------------------------------------ \| \| An \| \| \| Locuitori \| \| \| 1970 \| 1970 \| \| 1.382 \| 1.382 \| \| 1975 \| 1975 \| \| 1.372 \| 1.372 \| \| 1980 \| 1980 \| \| 1.566 \| 1.566 \| \| 1990 \| 1990 \| \| 1.489 \| 1.489 \| \| 1995 \| 1995 \| \| 1.392 \| 1.392 \| \| 2000 \| 2000 \| \| 1.356 \| 1.356 \| \| 2005 \| 2005 \| \| 1.288 \| 1.288 \| \| 2010 \| 2010 \| \| 1.277 \| 1.277 \| \| 2015 \| 2015 \| \| 1.175 \| 1.175 \| \| Sursa: SCB - Statistika Centralbyrån, Folkmängden per tätort. Vart femte år 1960 - 2016 \| \| \| \| \| |      |  |           |       |
| Evoluția demografică a zonei urbane Sorsele, 1970–2015 |      |  |           |       |
| An |      |  | Locuitori |       |
| 1970 | 1970 |  | 1.382     | 1.382 |
| 1975 | 1975 |  | 1.372     | 1.372 |
| 1980 | 1980 |  | 1.566     | 1.566 |
| 1990 | 1990 |  | 1.489     | 1.489 |
| 1995 | 1995 |  | 1.392     | 1.392 |
| 2000 | 2000 |  | 1.356     | 1.356 |
| 2005 | 2005 |  | 1.288     | 1.288 |
| 2010 | 2010 |  | 1.277     | 1.277 |
| 2015 | 2015 |  | 1.175     | 1.175 |
| Sursa: SCB - Statistika Centralbyrån, Folkmängden per tätort. Vart femte år 1960 - 2016 |      |  |           |       |